# Calmar, Iowa
Calmar là một thành phố thuộc quận Winneshiek, tiểu bang Iowa, Hoa Kỳ. Năm 2010, dân số của thành phố này là 978 người.

## Dân số
Dân số qua các năm:
- Năm 2000: 1058 người.
- Năm 2010: 978 người.